# Liste der Vizegouverneure von Hawaii

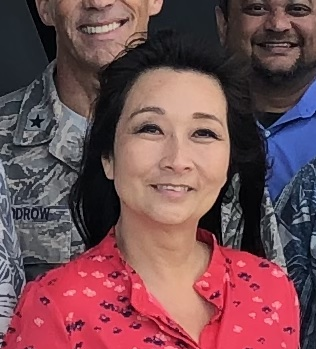
Sylvia Luke, derzeitige Vizegouverneurin von Hawaii

Seit der Gründung des US-Bundesstaates Hawaiʻi im Jahr 1959 haben 14 Personen das Amt des Vizegouverneurs ausgeübt. Die Verfassung des Bundesstaates sieht eine Beschränkung der Amtszeit auf maximal acht Jahre vor. Der Vizegouverneur übernimmt die Aufgaben des Gouverneurs, falls dieser sich außerhalb des Staates aufhält. Der Vizegouverneur wird als Running Mate des Gouverneurs zusammen mit diesem gewählt.
| Name                     | Amtszeit  | Partei       |
| ------------------------ | --------- | ------------ |
| James Kimo Kealoha       | 1959–1962 | Republikaner |
| William Shaw Richardson  | 1962–1966 | Demokrat     |
| Thomas Ponce Gill        | 1966–1970 | Demokrat     |
| George Ryoichi Ariyoshi  | 1970–1973 | Demokrat     |
| Nelson Kiyoshi Doi       | 1974–1978 | Demokrat     |
| Jean Sadako King         | 1978–1982 | Demokrat     |
| John David Waiheʻe       | 1982–1986 | Demokrat     |
| Benjamin Jerome Cayetano | 1986–1994 | Demokrat     |
| Mazie Keiko Hirono       | 1994–2002 | Demokrat     |
| James R. Aiona           | 2002–2010 | Republikaner |
| Brian Emanuel Schatz     | 2010–2012 | Demokrat     |
| Shan S. Tsutsui          | 2012–2018 | Demokrat     |
| Douglas S. Chin          | 2018      | Demokrat     |
| Joshua B. Green          | 2018–2022 | Demokrat     |
| Sylvia Luke              | ab 2022   | Demokrat     |